# Exosoma collare
Exosoma collare là một loài bọ cánh cứng trong họ Chrysomelidae. Loài này được Hummel miêu tả khoa học năm 1825.